# Отто Бенцін
Отто Фріц Карл Август Бенцін (нім. Otto Fritz Karl August Benzin; 23 листопада 1910, Потсдам, Німецька імперія — 3 липня 1944, Бобруйськ, БРСР) — німецький офіцер, майор вермахту. Кавалер Лицарського хреста Залізного хреста з дубовим листям.

## Біографія
В 1928 року вступив в рейхсвер і після закінчення контракту вийшов у відставку. З початком Другої світової війни призваний в армію, оберфельдфебель 89-го піхотного полку 12-ї піхотної дивізії. Учасник Польської і Французької кампаній, а також боїв на Німецько-радянської війни. З 1941 року — командир 9-ї роти, потім батальйону, із зими 1943 року — всього полку. Навесні 1944 року призначений командиром 531-го піхотного полку. Загинув у бою.

## Нагороди
- Залізний хрест
  - 2-го класу (27 травня 1940)
  - 1-го класу (4 липня 1941)
- Лицарський хрест Залізного хреста з дубовим листям
  - лицарський хрест (31 грудня 1941)
  - дубове листя (№406; 22 лютого 1944)
- Медаль «За зимову кампанію на Сході 1941/42»
- Нагрудний знак ближнього бою в бронзі
- Нагрудний знак «За поранення» в золоті